# Говард, Екатерина
Екатери́на (Кэ́трин) Го́вард (англ. Catherine Howard; 1521/1525 — 13 февраля 1542) — пятая жена короля Англии Генриха VIII. Казнена по обвинению в супружеской измене.

## Происхождение
Екатерина происходила из английского рода Говардов, претендовавших на происхождение от Аделизы Лувенской, второй жены короля Англии Генриха I. Первое зафиксированное упоминание о Говардах относится к XIII веку, когда они жили около Ист-Винча в графстве Норфолк. Непрерывную родословную Говардов можно проследить от сэра Уильям Говардиз Бишопс-Лина, который во время правления Эдуарда I был судьёй суда общих тяжб. Его сын, Джон Говард I из Уиггенхолла (ум. 1331), шериф Норфолка и Саффолка, женился на Джоанне, дочери Ричарда Корнуольского, незаконнорождённого сына римского короля Ричарда Корнуольского.
Представители рода первоначально занимались юриспруденцией и торговлей, но приобрели более высокий статус благодаря проницательной политике образцовой государственной службы и удачным бракам. К середине XIV века Говарды занимали достаточно важное региональное положение в Восточной Англии, накопив владения благодаря удачным бракам и покупкам. А брак сэра Роберта Говарда на представительнице рода Моубреев, среди предков которой был английский король Эдуард I, привёл к тому, что его внук, Джон Говард, унаследовал часть владений Моубреев и Арунделов, а также получил должность графа-маршала и титул герцога Норфолка. В 1485 году герцог погиб в битве при Босворте, где он сражался на стороне Ричарда III; его наследник Томас Говард, граф Суррей, был ранен и попал в плен и был заключён в Тауэр, а владения и титулы Говардов были конфискованы по приказу Генриха VII. Но позже Томасу удалось убедить нового короля в своей лояльности, после чего получил свободу, а позже ему постепенно были возвращены владения и титулы: в 1489 году — графа Суррея, а в 1514 году — герцога Норфолка.
У Томаса Говарда была многочисленная семья: от двух браков у него родилось 5 сыновей и 6 дочерей, через браки которых он породнился с большинством ведущих английских семей. Наследником умершего в 1524 году 2-го герцога Норфолка был его старший сын Томас Говард, 3-й герцог Норфолк. Третий же из сыновей, лорд Эдмунд Говард (1478/1480 — 1539) был отцом Екатерины. Она родилась в первом браке отца с Джойс (Иокастой) Калпепер, дочери сэра Ричарда Калпепера Эйлесфорда и вдовы Ральфа Ли из Стоквела.
Екатерина была двоюродной сестрой второй жены короля Генриха VIII Анны Болейн и троюродной — его третьей жены Джейн Сеймур и находилась в более далёком родстве с самим королём

## Год и место рождения
Дата рождения Екатерины неизвестна. Но историки пытались вычислить примерный год её рождения на основании сохранившихся источников, в том числе семейных записей. Исследователи биографии Екатерины варьировали её год рождения от 1518 до 1527 года. Гаррет Рассел полагает, ранняя дата призвана реабилитировать будущую королеву из-за некоторых особенно сомнительных фактов её биографии, а более последние даты вытекает из рассказа испанского купца, жившего в Лондоне в конце правления Генриха VIII, описывавшего, что королевская невеста в 1540 году была «совсем ребенком». При этом впервые в источниках Екатерина упоминается в завещании бабушки по линии матери, Изабеллы Уорсли, которое было зарегистрировано 26 мая 1527 года, по которому ей было завещано 20 шиллингов. Поскольку там же указана и её младшая сестра Мэри, она должна была родиться не позже, чем за год до этого. При этом в завещании мужа Изабеллы, сэра Джона Ли, которое обычно датируется 1524 годом, имена Екатерины и Мэри отсутствуют, в то время как в обоих завещаниях указываются имена их братьев Чарльза, Генри и Джорджа. Хотя сторонники более ранних дат указывают, что отсутствие двух сестёр в завещании сэра Джона ни о чём не говорит, утверждая, что в патриархальном обществе того времени совсем юные члены семьи женского пола редко упоминались в завещаниях родственников мужчин, с этим не согласен Рассел. Историк указывает, что в данном завещании указаны дарения не только мужчинам, но и многочисленные подарки молодым девушкам из семьи сэра Джона, включая всех старших единоутробных сестёр Екатерины. Хотя они и происходили из рода Ли, Рассел считает маловероятным, чтобы завещатель включил всех братьев девушек, но не упомянул их самих, если только они не были младенцами. 

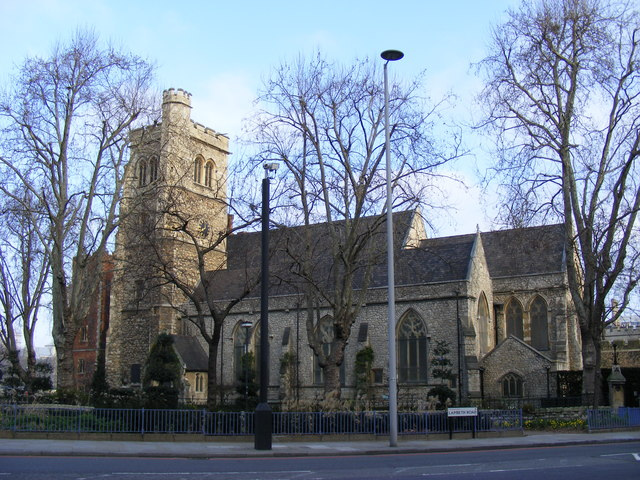
Церковь Святой Марии в Ламбете, в которой, по предположению историка Гаррета Рассела могла быть крещена Екатерина Говард

Единственный современник Екатерины, который упоминал её возраст — французский дипломат Шарль де Марильяк. Он несколько раз встречался с ней в 1540 и 1541 годах и в 1539—1540 годах указывал, что девушке 18 лет. Исходя из этого она должна была родиться в 1520 или 1521 году. При этом Рассел считает, что вряд ли тот знал действительный возраст Екатерины и оценивал его на основании того, как взросло она выглядела. Так в 1540 году дипломат считал, что Анне Клевской было 30 лет, хотя на самом деле ей исполнилось только 24 года.
Анализируя возраст сверстниц Екатерины, когда она присоединилась ко двору в качестве фрейлины в 1539 году, Рассел указывает, что ни одна из девушек, вышедших из схожей среды и попавших ко двору на ту же должность, не родилась раньше 1521 года. Так её троюродная сестра Екатерина Кэри родилась в 1523 или 1524 году. На основании этого анализа, известия Марильяка и двух завещаний родственников девушки историк относит её рождение к 1522 или 1523 году. Автор статьи о Екатерине в «Оксфордского национального биографического словаря» указывает, что она родилась между 1518 и 1524 годами, причём «скорее ближе к последней дате».
Местом рождения Екатерины Рассел считает приход Ламбете в графстве Суррей к югу от Лондона. Он указывает, что в этот период её отец был мировым судьёй в Суррее. По свидетельствам семейных документов жил он в доме на Чёрч-стрит — части современной Ламбет-Бридж-роуд. У нескольких родственников лорда Эдмунда были дома в Ламбете; в частности, там находился Норфолк-хаус — особняк, отремонтированный по приказу 2-го герцога Норфолка и который впоследствии стал главной резиденцией герцогов Норфолкских в Лондоне. В 1520-е годы отец Екатерины мог себе позволить владеть только одним домом, поэтому Рассел считает маловероятным, чтобы девочка родилась где-то ещё. Вероятным местом её крещения историк считает приходскую церковь Святой Марии в Ламбете, с которой была связана её семья.

## Детство и юность
После смерти в 1524 года деда Екатерины, Томаса Говарда, 2-го герцога Норфолка, по завещанию покойного его вдова Агнес, урождённая Тилни, оказалась одной из самых богатых независимых женщин в Англии. Всё же остальное наследство досталось его старшему сыну Томасу Говарду, 3-му герцогу Норфолку, а его оставшиеся в живых братья по завещанию не получили ничего. Хотя благодаря происхождению и родственным связям они могли сделать успешную карьеру, лорд Эдмунд, отец Екатерины, который привык полагаться на помощь отца, оказался в сложном материальном положении.
О ранних годах Екатерины известно не очень много. Её отец, лорд Эдмунд Говард, как отмечает Г. Рассел, в 1520-е годы «представлял собой ядовитое сочетание испорченности, неуравновешенности и жалкости» и испытывал финансовые трудности. Высшая точка его карьеры осталась позади. Хотя благодаря влиянию своего отца он занимал должность мирового судьи, он уже к 1514 году начал накапливать значительные долги. Немного поправило его положение женитьба на Джойс Ли — вдовы местного чиновника, у которой от первого брака уже было 5 детей. Карьера его застопорилась после того, как в ноябре 1519 года ему после беспорядков в Суррее пришлось выдержать разбирательства в Звёздной палате. Долги его росли, а доставшеся ему в приданое за Джойс владения закладывались и перезакладывались, несмотря на противодействие её матери и отчима. К концу 1520-х годов его финансовые проблемы были настолько серьёзными, что ему пришлось брать большие займы у своих друзей. Жизнь ему осложнял и тот факт, что он был главой большой семьи. Двое старших сыновей его жены, Джон и Ральф, к этому времени жили отдельно, однако младшие, как и собственные дети, жили вместе с ним и Эдмунд должен был их содержать. Рождение младших дочерей, Екатерины и Мэри, как указывает Рассел, вряд ли принесло ему радость, ибо в будущем ему пришлось бы выделять ей приданое.

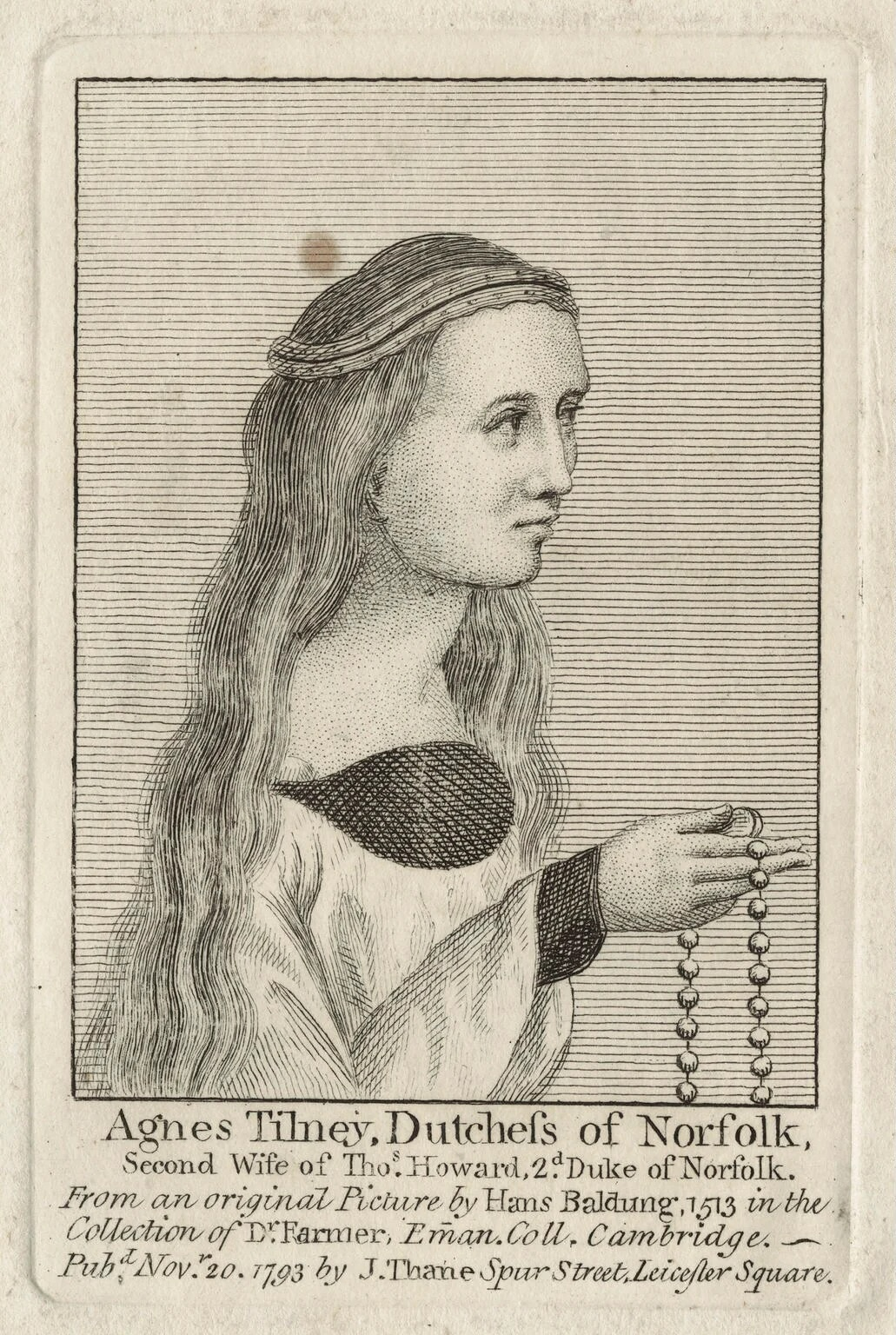
Агнес Говард (урождённая Тилни), вдовствующая герцогиня Норфолк, в доме которой жила Екатерина в 1530-е годы

Хотя отец Екатерины происходил из одной из уважаемых семей в Англии и считался одним из столпов местного общества, это не приносило ей ни материального комфорта, ни благополучия. Большую часть её детства лорд Эдмунд скрывался от кредиторов и прибегал всё к более отчаянным методам, чтобы раздобыть хоть какие-то деньги. Мать Екатерины, леди Джойс, умерла в 1528 или 1529 году, после чего отец девочки достаточно быстро женился второй раз — на другой вдове, Дороти Труа, хотя этот брак, судя по сохранившимся документам, также был недолгим. Однако в 1531 году для лорда Эдмунда появилась возможность покинуть Англию, когда благодаря своей племяннице Анне Болейн, вышедшей замуж за Генриха VIII, получил должность контроллёра городских властей Кале. В итоге он спасся от кредиторов за Ла-Маншем, а его дети остались в Англии. К этому времени его старшая дочь Маргарет Говард была выдана замуж за Арундел, Томас (умер в 1552), который был достаточно богат, чтобы не нуждаться в приданом за женой, а дочь его жены Джойс Изабелла Ли — за сэра Эдварда Бейтона, овдовевшего придворного, в семье которого были маленькие дети. Остальные же дети были уже достаточно взрослыми, чтобы их отдать на воспитание в чужой дом. В итоге Екатерина вместе с братом Генри оказались на воспитании у своей самой богатой родственницы — Агнес Говард, вдовствующая герцогини Норфолк (умерла в 1545), мачехи их отца.
Юная Екатерина жила в Чесуорт-хаусе недалеко от Хоршама и Норфолк-хаусе в Ламбете. Герцогиня следила за образованием девочки, которая обучалась читать, писать и играть на вёрджинеле и лютне.
Около 1536 года обнаружилось, что учитель музыки Генри Мэннокс, происходивший из дворянской семьи из Сассекса, использовал своё положение, чтобы начать роман с девочкой, хотя сексуальной связи между ними не произошло. Когда герцогиня обнаружила Екатерину, обнимающейся с Генри, она ударила её и предположительно обвинила именно её в заигрывании с учителем, хотя сама была виновата в том, что не могла защитить честь воспитанницы, как того требовали обычаи. В итоге Мэннокс преследовал Екатерину и после того, как герцогиня с семьёй перебралась в Ламбет.

В 1539 году сэр Томас, герцог Норфолк, подыскал своей племяннице место при дворе.

## Фрейлина королевы

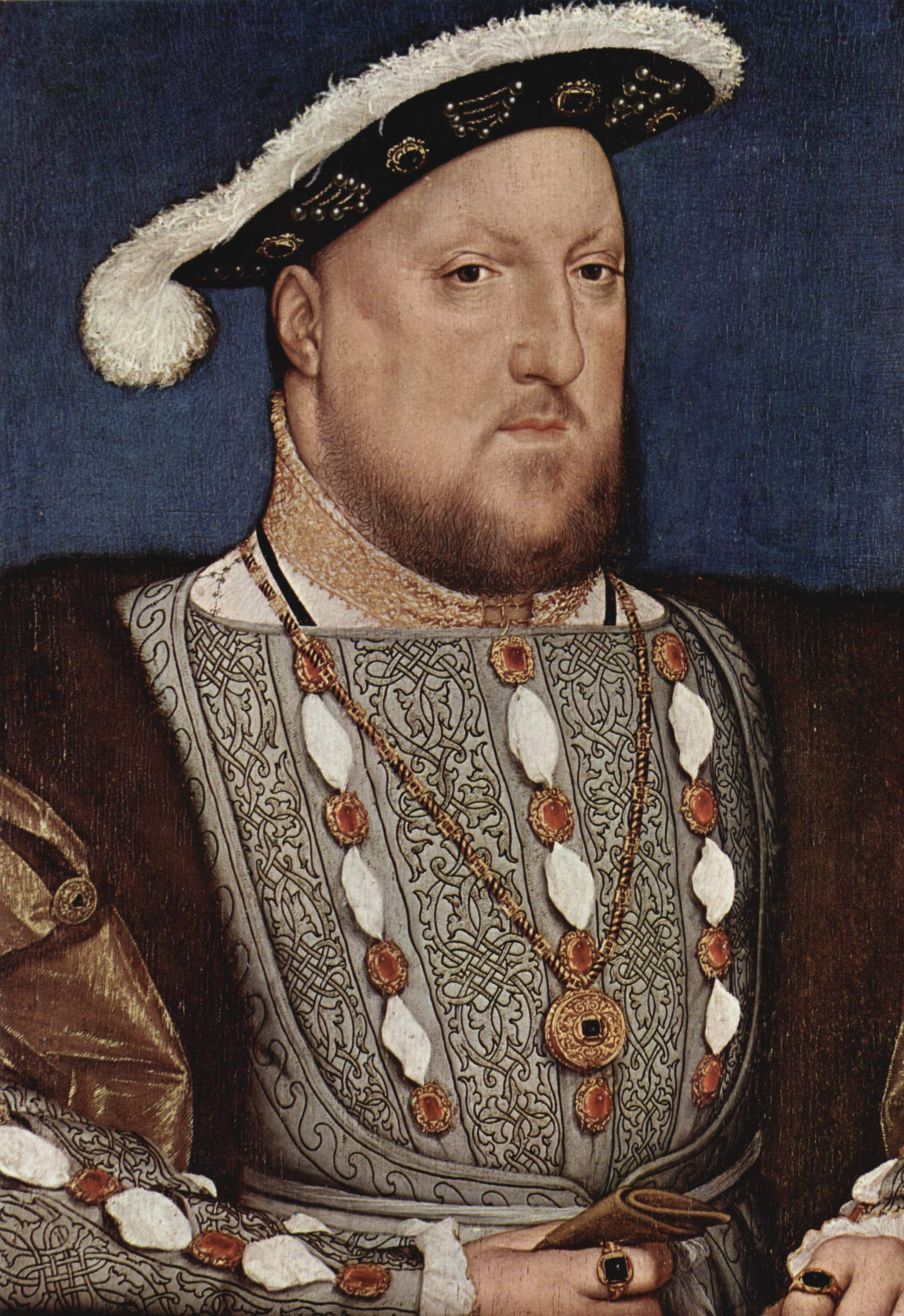
Генрих VIII

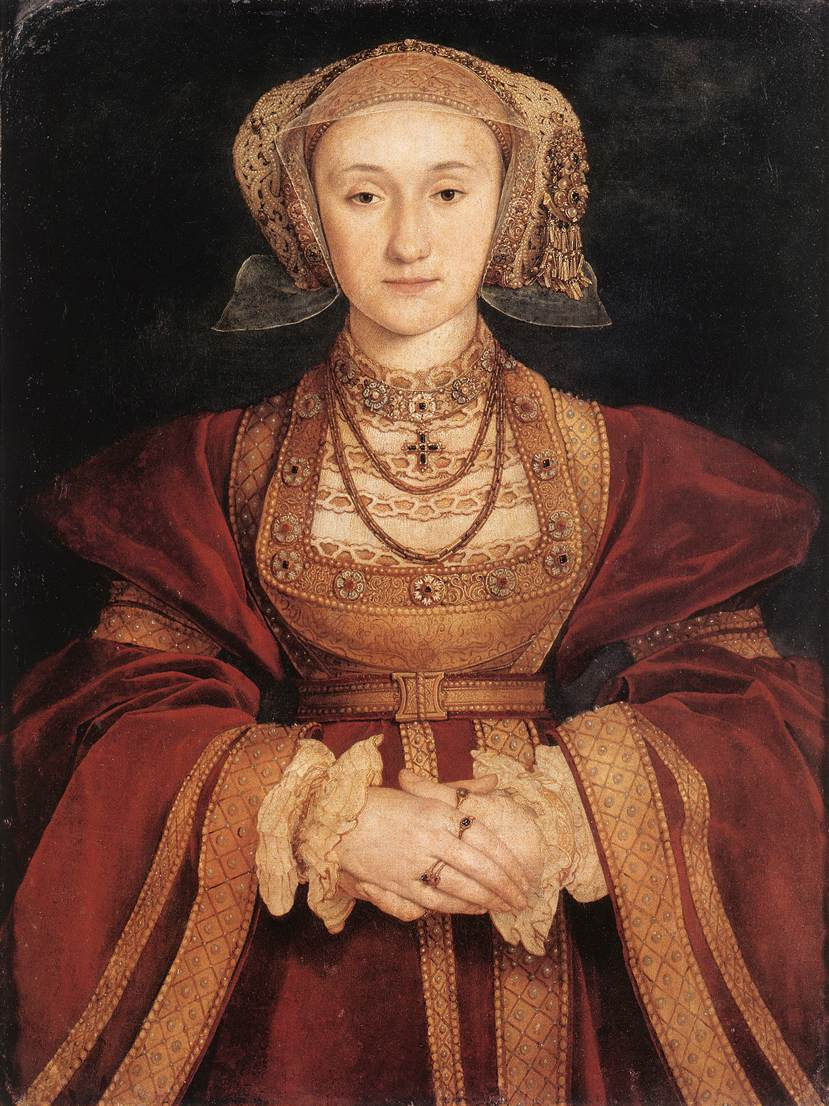
Анна Клевская

С четвёртой женой у короля Генриха отношения не сложились — Анна Клевская оказалась вовсе не той бледной красавицей, которую запечатлел на своей картине Гольбейн-младший. «Фламандская кобыла» вызывала у короля чувство среднее между отвращением и жалостью.
Но в её свите было много прелестных девушек, среди них — леди Говард. Томас Норфолк, заметив повышенное внимание к своей племяннице со стороны короля, решил воспользоваться этим.
Развод с Анной принёс облегчение обеим сторонам — принцесса Клевская тоже не испытывала к супругу никаких приязненных чувств. После развода она осталась жить в Лондоне на правах «сестры короля» и до конца своих дней пользовалась всеобщим уважением.
Генрих женился на Кейт Говард в июле 1540 года, их свадьба была скромной.

## Брак
После свадьбы Генрих будто бы помолодел на 20 лет — при дворе возобновились турниры, балы и прочие развлечения, к которым Генрих оставался равнодушен после казни Анны Болейн. Он обожал юную супругу — она была невероятно добра, простодушна, искренне любила подарки и радовалась им, как ребёнок. Генрих называл жену «розой без шипов».
Однако юная королева была крайне неосторожна в поступках. Екатерина приняла ко двору всех своих «друзей юности», а они слишком много знали о жизни королевы до замужества. Кроме того, Кейт имела отношения с Томасом Калпепером, который служил пажом у короля.
Потом при дворе появился ещё один кавалер из «прошлой жизни» — Фрэнсис Дерем — дальний родственник Кейт по материнской линии, за которого она в своё время хотела выйти замуж и которого теперь опрометчиво сделала своим личным секретарём.
Однако у юной женщины появились при дворе и враги. Вернее сказать, это были враги её влиятельного дяди герцога Норфолка, которые поспешили вызвать на откровенность Томаса Калпепера, Фрэнсиса Дерема и других участников событий. Помимо всего прочего, Кейт не спешила с рождением сыновей для короля Англии, так как к тому времени у Генриха VIII уже был наследник — принц Эдуард.

## Процесс и казнь

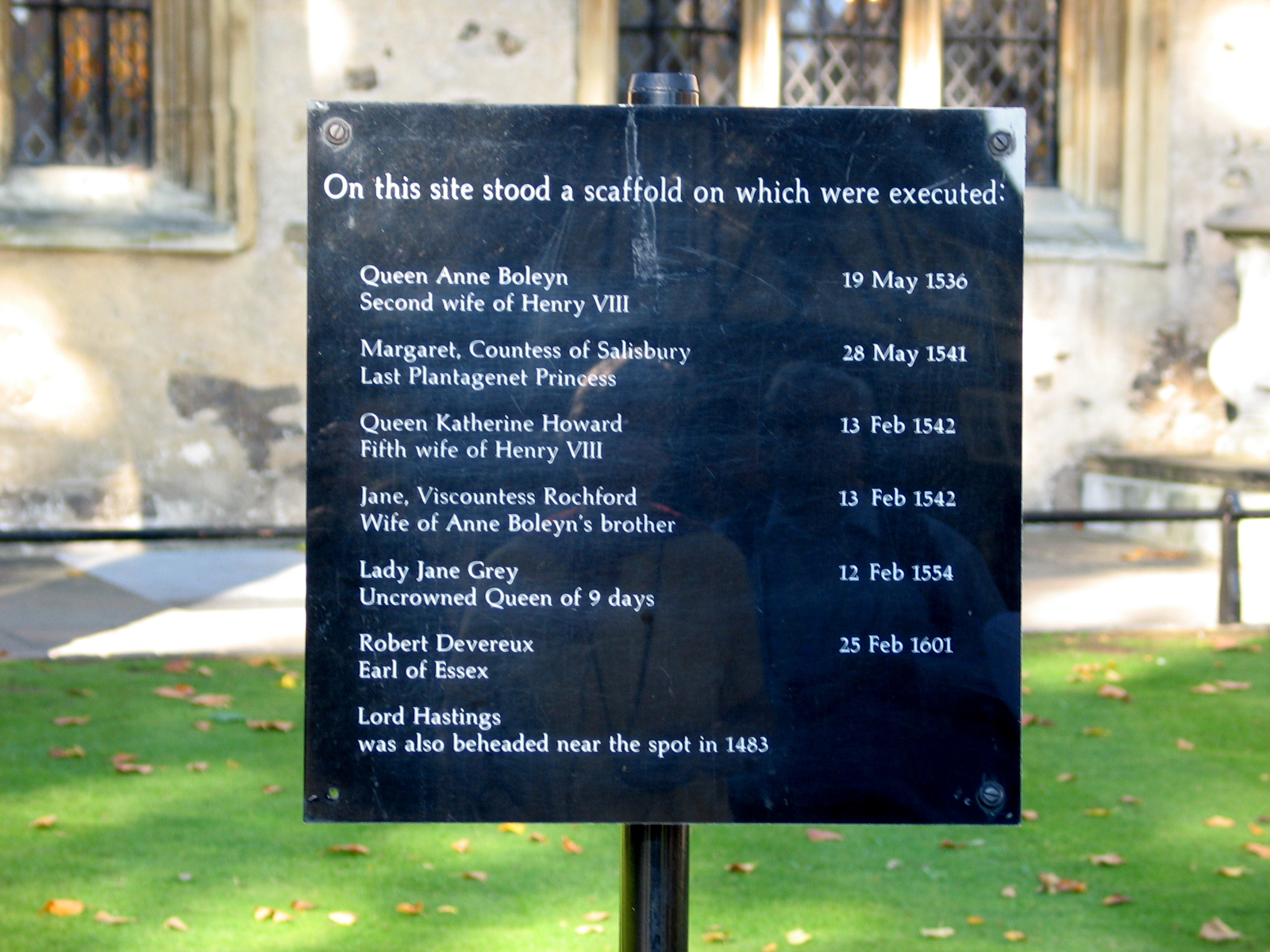
Место в Тауэре, где стоял эшафот, на котором казнили Екатерину Говард

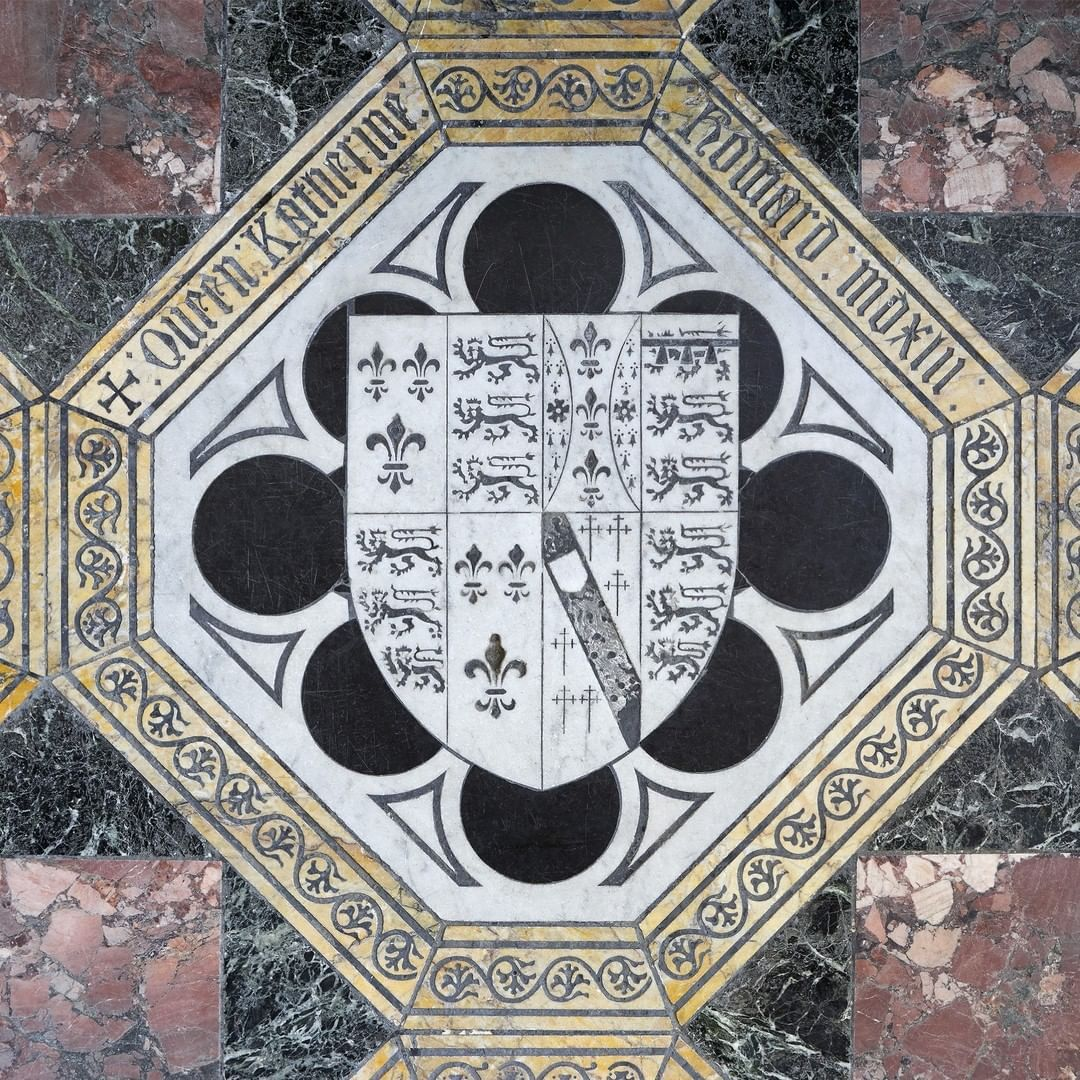
Гробница королевы Екатерины Говард

Когда Генриху сообщили о неверности жены, он растерялся. Реакция короля была довольно неожиданной: вместо привычного гнева — слёзы и жалобы. Смысл жалоб сводился к тому, что судьба не даровала ему счастливой семейной жизни, а все его женщины либо изменяют, либо умирают, либо просто отвратительны.
После допроса с пристрастием Калпепера, Дерема и Мэнокса стало ясно, что Екатерина всё это время обманывала короля. Но если бы она указала сразу, что была помолвлена с Фрэнсисом Деремом (на чём он настаивал), то её судьба была бы гораздо более счастливой: по английским законам её брак с Генрихом считался бы недействительным и, скорее всего, королевскую чету просто бы развели. Однако Екатерина упрямо отрицала факт этой помолвки.
11 февраля 1542 года леди Говард перевели в Тауэр, а 13 февраля обезглавили одним ударом топора на глазах любопытной толпы. Молодая женщина встретила смерть в состоянии глубокого шока — её пришлось буквально нести к месту казни. Двумя месяцами ранее казнены были Томас Калпепер и Фрэнсис Дерем, причём первому просто отрубили голову, а второго подвергли более жестокой казни — через повешение и четвертование.
После казни тело леди Екатерины похоронили рядом с могилой второй жены короля Анны Болейн — другой казнённой королевы, которая приходилась ей двоюродной сестрой: отец Екатерины и мать Анны были родными братом и сестрой — детьми Томаса Говарда, 2-го герцога Норфолка.

## Образ Екатерины в искусстве
- Драма «Екатерина Говард» Александра Дюма
- Опера «Катарина Говард» написана итальянским композитором Джузеппе Лилло (1849)
- В фильме «Генрих VIII и его шесть жён» роль Екатерины Говард исполнила актриса Линн Фредерик.
- У клавишника Рика Уэйкмана в альбоме «The Six Wives of Henry VIII» есть инструментальное произведение «Catherine Howard».
- В фильме «Генрих VIII» 2003 года Екатерину Говард играет Эмили Блант.
- Екатерина Говард появляется в романе Бертрис Смолл «Вспомни меня, любовь». В романе Виктории Холт «Путь на эшафот» Екатерина одна из основных героинь, также как и в романе Филиппы Грегори «Наследство рода Болейн».
- В телесериале «Тюдоры» в роли Екатерины Говард — британская актриса Тамзин Мерчант.
- В британском мюзикле «Шесть[англ.]».